# Paulo e Estêvão
Paulo e Estêvão é uma obra de Francisco Cândido Xavier que, alegadamente, atribui a autoria a um espírito de nome Emmanuel e publicada em 1941. Esta obra é apresentada como "Episódios Históricos do Cristianismo Primitivo", que conta o período histórico a partir do ano de 34 d.C. (um ano após a morte de Jesus Cristo) até 64 d.C. (provável ano do falecimento de Paulo de Tarso). O livro traz revelações históricas nunca antes mencionadas, seguindo rigorosamente a ordem cronológica do livro bíblico Atos dos Apóstolos, dando também um sentido mais profundo para as citações pessoais de Paulo em suas Epístolas. A obra está entre as mais famosas do médium mineiro, com vendagem superior a 750 mil exemplares, em língua portuguesa.

## Sinopse
A história de Paulo de Tarso é narrada neste romance que apresenta informações preciosas sobre a vida deste apóstolo que dedicou sua vida à divulgação do Evangelho.
"Oferecendo, pois, este humilde trabalho aos nossos irmãos da Terra, formulamos votos para que o exemplo do Grande Convertido se faça mais claro em nossos corações, a fim de que cada discípulo possa entender quanto lhe compete trabalhar e sofrer, por amor a Jesus-Cristo."
Emmanuel
Viajando pelas cidades ditas dos gentios (ou pagãos não circuncidados), já que muito de seus conterrâneos (os fariseus), na época não compreenderam a grandeza da vinda de Jesus Cristo, o apóstolo Paulo com muito trabalho, persistência e inspiração do alto, pôde fundar igrejas em várias cidades, inaugurando uma era de trabalhos fraternos aos deserdados da sorte, sob a aquiescência direta de Jesus e se espalhou por todo o planeta. Muitas vezes, Paulo incompreendido em sua nobre missão era surpreendido com intuições e sonhos vindos de Santo Estêvão (primeiro mártir cristão), jovem dotado da capacidade de pregar o reino de amor e que fora apedrejado e morto pelas mãos do próprio Saulo (antigo nome do apóstolo quando este ainda era doutor da lei e perseguidor voraz dos cristãos).
Toda essa história está registrada em Atos dos Apóstolos, mas quando se lê o romance de Emmanuel é que se tem a real dimensão da importância do trabalho do convertido de Damasco para a história do Cristianismo. Essa importante obra encerra a mensagem de que é possível mudar a qualquer tempo,porém, toda mudança congrega muitas consequências.